# European Space Research Organization
L'European Space Research Organisation (Organizzazione Europea per la Ricerca nello Spazio - ESRO) è un'organizzazione creata da alcuni paesi europei il 14 giugno 1962 (sebbene poi l'esistenza legale venne sancita solo il 20 marzo 1964) allo scopo di avviare progetti in campo satellitare indipendenti dalle due potenze spaziali dell'epoca, la NASA e l'agenzia spaziale sovietica.
Tra il 1968 e il 1972 l'ESRO poté festeggiare i primi successi: sette satelliti di ricerca vennero posti in orbita grazie all'utilizzo di lanciatori statunitensi.

## Storia
L'idea della creazione in Europa di un potere indipendente nel campo spaziale risale all'inizio degli anni sessanta. Nel 1962, fermamente convinti che "l'unione fa la forza", 6 paesi europei (Belgio, Francia, Germania, Italia, Paesi Bassi e Regno Unito) con la partecipazione dell'Australia, crearono l'ELDO (European Launcher Development Organisation) con lo scopo di progettare e costruire un lanciatore indipendente dalle due potenze spaziali dell'epoca. Nello stesso anno (e precisamente il 14 giugno), gli stessi paesi, più la Danimarca, la Spagna, la Svezia e la Svizzera firmarono un accordo per la fondazione dell'ESRO, che venne poi creata ufficialmente il 20 marzo 1964 allo scopo di avviare progetti in campo satellitare.

## Le missioni dell'ESRO
I primi programmi spaziali scientifici europei furono sviluppati sotto l'egida dell'ESRO che tra il 1968 e il 1972 mise in orbita, per mezzo di lanciatori americani, 7 satelliti:
- ESRO-2 (o Iris) - lanciato nel maggio 1968 allo scopo di individuare i raggi cosmici e X provenienti dal Sole.
- AURORAE (o ESRO-1A) - lanciato nell'ottobre dello stesso anno. Determinò i limiti polari della fascia di Van Allen.
- HEOS-1 (Highly Eccentric Orbit Satellite) - lanciato nel dicembre 1968 per lo studio del campo magnetico interplanetario.
- BOREAS (o ESRO-1B) - lanciato nell'ottobre 1969. Simile all'AURORAE, a causa del cattivo funzionamento del lanciatore americano ebbe una vita operativa di soli 2 mesi.
- HEOS-2 - lanciato nel gennaio del 1972, proseguì la missione del suo predecessore HEOS-1.
- TD-1A - lanciato nel marzo 1972, esplorò lo spazio studiando le radiazioni ultraviolette provenienti da ben 15000 stelle.
- ESRO-4 - messo in orbita nel novembre 1972, studiò le differenze di temperatura negli strati alti dell'atmosfera sopra i poli e l'equatore.

## Unificazione di ESRO e ELDO: nasce l'ESA
Dieci anni più tardi, i membri di queste 2 organizzazioni decisero di riunire le loro diverse attività in un unico ente. Nel luglio del 1973 durante una conferenza interministeriale dei 10 paesi europei svoltasi a Bruxelles, si delinearono i principi costitutivi dell'Agenzia Spaziale Europea (ESA). Nel 1975 venne lanciata la prima missione da parte dell'Agenzia che sarebbe poi diventata l'ESA; si trattava della sonda Cos-B che aveva lo scopo di analizzare le emissioni di raggi gamma dell'universo. Nello stesso anno, l'Irlanda divenne membro dell'ESA e il 30 ottobre 1980 la ratifica dell'accordo sancì l'esistenza legale dell'ESA.